# Медаль «Хрестовий похід проти комунізму»

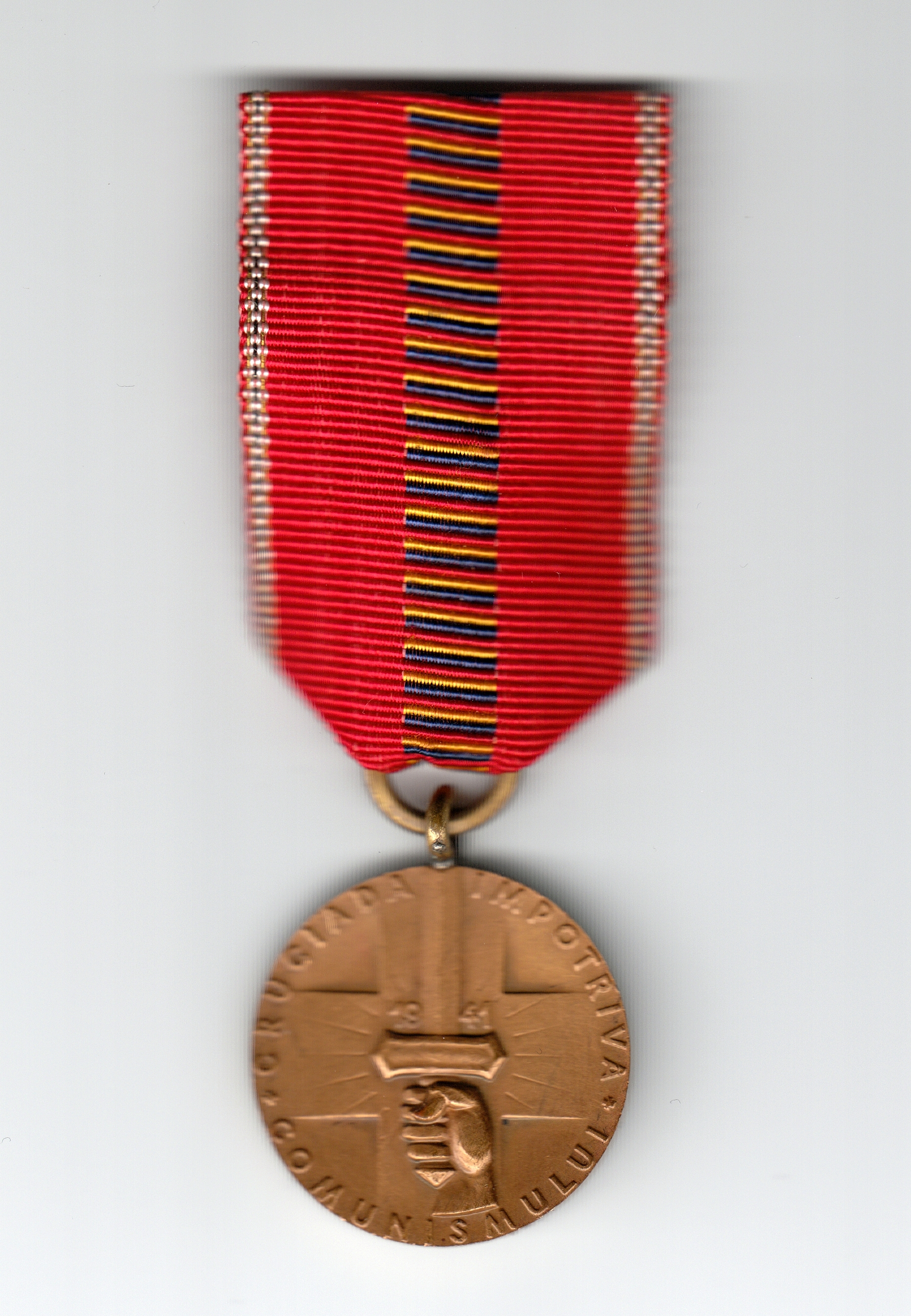
Аверс медалі.

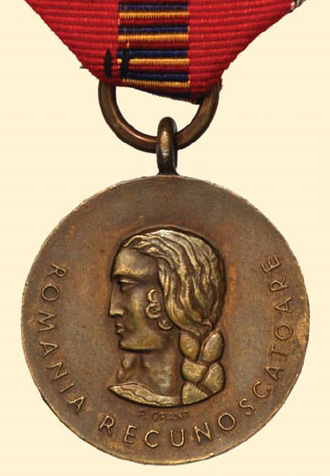
Реверс медалі.

Медаль «Хрестовий похід проти комунізму» (рум. Medalia Cruciada Împotriva Comunismului) — румунська військова медаль Другої світової війни.

## Історія
Медаль була заснована королівським указом від 1 квітня 1942 р. № 1014 для відзначення осіб, які брали участь у бойових діях проти СРСР. Ця медаль вручалась румунським солдатам, які брали участь у боях на Східному фронті, а також цивільним особам, які брали участь у заходах, пов’язаних із боями на цьому фронті. Медаль також могла вручатись іноземцям.
Після закінчення Другої світової війни медаль не вручалась, і носити її заборонялося.

## Правила нагородження
Згідно з указом, медаллю нагороджувались офіцери та солдати румунських військ, які воювали на Східному фронті проти СРСР. Медалі, надані солдатам, також мали на стрічці планки з назвами місць битви, в яких брала участь нагороджена  особа. Існувало 14 планок, з яких 3 офіційно не були занесені до постанови.
Медаль також вручалась цивільним особам, які брали участь у заходах із підтримки румунських військ у бойових діях на Східному фронті.
Відповідно до указу, медаллю також могли нагороджуватись солдати німецьких, італійських та словацьких військ, які співпрацювали з румунськими військами в бойових операціях на Східному фронті.

## Опис
Знаком медалі є диск з томпака діаметром 32 мм.
На аверсі в центральній частині розміщений рівносторонній хрест, на якому накладена рука, що тримає піднятий меч. Над рукояткою меча зображена дата 1941 р. По краю є напис румунською мовою CRUCIADA ÎMPOTRIVA COMUNISMULUI (укр. ХРЕСТОВИЙ ПОХІД ПРОТИ КОМУНІЗМУ).
На реверсі в центральній частині — голова жінки в профілі, а під нею по краю напис ROMÂNIA RECUNOSCĂTOARE (укр. ВДЯЧНА РУМУНІЯ).
Медаль носили на стрічці шириною 35 мм червоного кольору, всередині — смуга шириною 8 мм кольором у вигляді прапора Румунії в горизонтальному положенні (синьо-жовто-червона), з боків — вузькі сріблясті смуги.
На стрічці медалей, які вручали солдатам-учасникам боїв, розміщували планки, прикріплені до медалі.Планки виготовлялись з бронзи, з боків від них розміщені рівносторонні хрести (наприклад, на аверсі), а між ними написи, що визначають регіон чи місце, де прикрашені брали участь у бойових діях. Згідно з указом на планках могли бути наступні написи:
- AZOV (укр. АЗОВСЬКЕ МОРЕ)
- BASARABIA (укр. БЕССАРАБІЯ)
- BUCOVINA (укр. БУКОВИНА)
- BUG (укр. БУГ)
- CRIMEIA (укр. КРИМ)
- DOBROGEA (укр. ДОБРУДЖА)
- DONET (укр. ДОНЕЦЬ)
- NIPRU (укр. ДНІПРО)
- NISTRU (укр. ДНІСТЕР)
- ODESSA (укр. ОДЕСА)
- MAREA NEAGRA (укр. ЧОРНЕ МОРЕ) — введена 16 липня 1942 року.
- CAUCAZ (укр. КАВКАЗ) — неофіційна планка.
- CALMUCIA (укр. КАЛМИКІЯ) — неофіційна планка.
- STALINGRAD (укр. СТАЛІНГРАД) — неофіційна планка.

## Відомі нагороджені
- Людольф фон Альвенслебен
- Гордон Голлоб
- Фрідріх Іссерман